# باميلا بيريرا
باميلا بيريرا (بالإسبانية: Pamela Pereira)‏ هي محامية تشيلية، (و. القرن 20  م).